# Rihard Jakopič

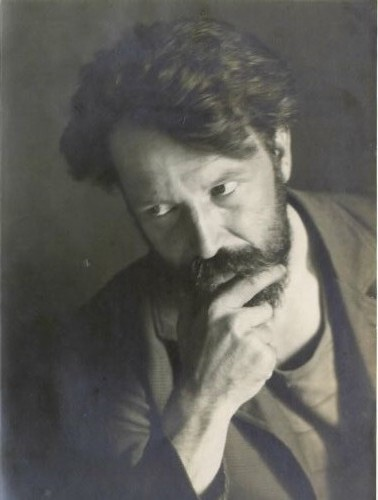
Rihard Jakopič

Rihard Jakopič (serbokroatisch-kyrillisch Рихард Јакопич; * 12. April 1869 in Ljubljana-Krakovo; † 21. April 1943 in Ljubljana) war ein jugoslawischer Maler.

## Leben

### Künstlerische Anfänge,  Studium in Wien 1887–1890
Jakopič war der Sohn eines vermögenden Kaufmanns. Schon in der Schulzeit interessierte er sich für Kunst. Im Jahr 1887 schrieb er sich an der Wiener Kunstakademie ein und studierte bei Franz Rumpler Malerei. Krankheitsbedingt musste er sein Studium für zwei Jahre unterbrechen. Erst im Oktober 1889 konnte er in Wien weiterstudieren.

### Studium in München 1890–1900
Im Herbst 1890 wechselte Jakopič an die Akademie in München. Als ihm das dortige Programm nicht zusagte, entschloss er sich zum Weiterstudium bei Anton Ažbe, der „berühmt war wegen seiner Fähigkeit, mit ein paar Strichen einem schlechten Akt seiner Schüler Leben einhauchen“ zu können. Des Weiteren wurde ihm nachgesagt, er habe als Realist einen vorzüglichen Sinn für das Beleuchtungslicht, zu dem auch der Schatten gehört. Neben seinen pädagogischen Fähigkeiten war er wegen seiner „virtuosen Maltechnik hoch angesehen.“ So forderte er von seinen Schülern „einen entschlossenen, kühnen Pinselstrich.“
Mit Jakopič studierte sein slowenischer Kollege Ferdo Vesel bei Ažbe. Beide interessierte sein Zeichenunterricht und seine Porträtmalerei. Aber sie experimentierten auch in der Landschaftsmalerei. Besonders stark beschäftigte Jakopič das Problem der nächtlichen Beleuchtung und das künstliche Licht in Motiven aus Schwabing.
Im Jahrzehnt vor 1900 hielt sich Jakopič vor allem in den Wintermonaten in München auf (1890/1891, 1892/1893  und darauf wieder im Sommersemester 1895). Die folgenden zwei Jahre verbrachte er meist in Ljubljana. Erneut nahm er sein Studium bei Ažbe im Wintersemester 1898/1899 auf. Damals traf er u. a. auf Grabar und Jawlensky. Mit den beiden Russen und vielen weiteren Kollegen zeigt ihn ein Foto in Ažbes Atelier.

### Slowenien – Prag – Paris – Ljubljana, 1900–1943
Anfang 1900 ließ er sich vorübergehend in Ljubljana nieder. 1902 zog er nach Škofja Loka, im November 1906 kehrte er wieder nach Ljubljana zurück. Im Wintersemester 1903/1904 studierte er bei Professor Vojtěch Hynais in Prag. Zwischen 1902 und 1906 malte er häufig in der Umgebung von Škofja Loka.
Ab 1903 malte Jakopič Bilder, die zeigen, dass er ein sehr fortschrittliches Niveau erreicht hatte. Von entscheidender Bedeutung für seine neue Malerei war, dass er nicht mehr mit dem bei Ažbe propagierten Beleuchtungslicht, das als Beleuchtung der Gegenstände dient arbeitete, sondern in expressionistischer Weise das Farblicht, das aus der Tiefe der Farbe selbst zu kommen scheint, einsetzte. Jetzt verarbeitete er, wie auch andere Kollegen aus der Ažbe-Schule, weitere französische Stilimporte. Vornehmlich der Neoimpressionismus und die von diesem abzuleitende vehemente Handschrift van Goghs hatte es ihnen angetan. Seine Malerfreunde folgten diesen Vorbildern und blieben ihnen längere Zeit verpflichtet. Dazu zählen u. a. Bechtejeff, Burljuk, Grabar oder Jawlensky.
Allerdings hatte sich ihre stilistische Auffassung sehr weit von dem entfernt, was die Franzosen ursprünglich angestrebt und praktiziert hatten. Während die Erfinder des Neoimpressionismus, Seurat und Signac, keine Mischung der Farbe auf der Palette duldeten, sondern die reine Farbe in Punkten auf die Leinwand auftrugen und damit zu erreichen suchten, dass diese sich entsprechend den Theorien des Physikers Eugène Chevreul auf der Netzhaut des Auges des Betrachters mischen, gingen die Nachfolger recht unbekümmert mit den Maximen ihrer Lehrmeister um. Aus deren geforderten Punkten gestalten sie gerade, gekrümmte und sich schlängelnde Striche, die sie mit mehr oder weniger großen Punkten und Farbflecken kombinieren.
Jakopičs Gemälde wie z. B. Vor dem Wald oder Sonniger Hügel wirken, was Gegenstandslosigkeit anbetrifft, wie Vorboten für Kandinskys Abstrakte Kunst. Jakopič legte eine Unzahl von Farbflecken als Punkte und Häkchen in sich überlagernden Schichten auf die Leinwand. Der Betrachter erhält dadurch den Eindruck eines wilden, bunten Konfettiwirbels, woraus ein fast abstraktes Bild resultiert, in dem sämtliche Formen aufgelöst zu sein scheinen.
1906 verbrachte er einige Tage in Paris. 1907 gründete er in Ljubljana eine private Malerschule, wo er zunächst gemeinsam mit Matej Sternen unterrichtete. 1909 ließ er auf eigene Kosten einen Kunstpavillon nach den Plänen des Architekten Max Fabiani bauen, wo er jährliche Ausstellungen organisierte. Zwischen 1908 und 1914 reiste er wiederholt nach Wien, im Jahre 1918 nach Prag.
Im Jahre 1938 wurde er zum ordentlichen Mitglied der neugegründeten Slowenische Akademie der Wissenschaften und Künste ernannt.
1943 starb er nach langer, schwerer Krankheit in seinem Haus in Ljubljana.
Zu seinem Gedächtnis wurde die Hauptachse des Tivoli-Parks Jakopič-Promenade genannt.